# Râul Jorea
Râul Jorea este un curs de apă, afluent al râului Mălina. 